# Gerrhopilus ceylonicus
Espèce
Synonymes
- Typhlops ceylonicus Smith, 1943

Gerrhopilus ceylonicus est une espèce de serpents de la famille des Gerrhopilidae.

## Répartition
Cette espèce est endémique du Sri Lanka. 

## Publication originale
- Smith, 1943 : The Fauna of British India, Ceylon and Burma, Including the Whole of the Indo-Chinese Sub-Region. Reptilia and Amphibia. 3 (Serpentes). Taylor and Francis, London, p. 1-583.